# Eduard Ackermann (Beamter)

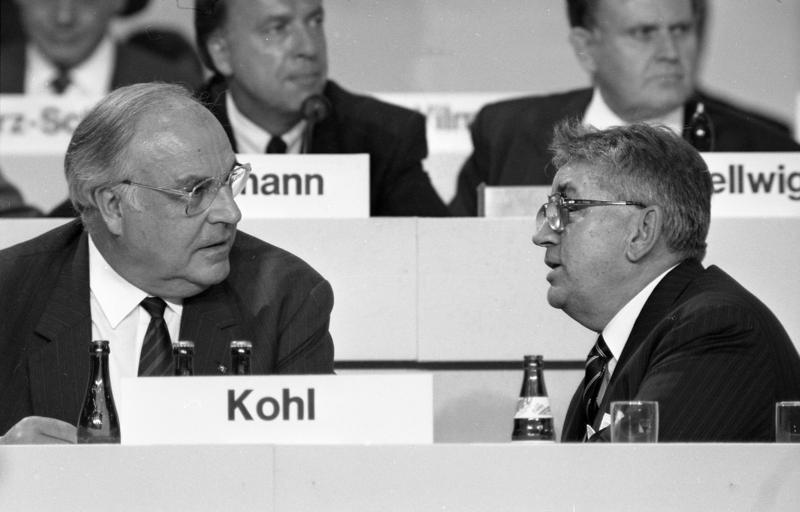
Ackermann mit Helmut Kohl, 1989

Eduard Ackermann (* 1. November 1928 in Geldern; † 10. Februar 2015 in Bonn) war ein deutscher Beamter. Er war von 1982 bis 1994 unter Helmut Kohl Leiter der Abteilung 5 des Bundeskanzleramts (damals Abteilung für gesellschaftliche und politische Analysen, Kommunikation und Öffentlichkeitsarbeiten) und gehörte zu Kohls engsten Vertrauten.

## Leben und Wirken
Eduard Ackermann studierte Germanistik, Geschichte und Philosophie und war Mitglied des W.K.St.V. Unitas Stolzenfels zu Bonn. 1956 promovierte er zum Dr. phil. Nachdem er schon seit 1953 für eine vom damaligen Vorsitzenden der CDU/CSU-Fraktion, Heinrich Krone, herausgegebene politische Zeitschrift gearbeitet hatte, berief ihn Krone 1957 zum stellvertretenden Leiter der Pressestelle der CDU/CSU-Bundestagsfraktion in Bonn. 1958 wurde Eduard Ackermann Sprecher der CDU/CSU-Bundestagsfraktion; er behielt diese Aufgabe unter den Fraktionsvorsitzenden Rainer Barzel, Karl Carstens und Helmut Kohl. Mit der Wahl von Helmut Kohl zum Bundeskanzler am 1. Oktober 1982 übernahm Eduard Ackermann im Amt eines Ministerialdirektors die Leitung der Abteilung 5 „Kommunikation, Dokumentation und politische Planung“ im Bundeskanzleramt. Hier pflegte er die Kontakte zu den in- und ausländischen Journalisten, organisierte und vermittelte Informationen und war, so Helmut Herles, „die oft entscheidende Schaltstelle im Informations- und Einflusssystem Kohl“. Er fungierte in seiner Funktion bis zu seiner Pensionierung quasi als Kohls persönlicher Pressesprecher. Der langjährige Vorsitzende der Bundespressekonferenz, Rudolf Strauch, formulierte: „Was für Goethe Eckermann, ist für Kohl der Ackermann.“
Schon früh litt Ackermann unter einer Sehbehinderung, die sich mit zunehmendem Alter verschlimmerte und seine Arbeit erschwerte.
Nach seiner Pensionierung 1994 veröffentlichte Ackermann seine Memoiren unter dem Titel Mit feinem Gehör. 1996 publizierte er Politiker. Vom richtigen und vom falschen Handeln.
Ackermann war verheiratet und hatte einen Sohn.

## Schriften
- Mit feinem Gehör. Vierzig Jahre in der Bonner Politik. Lübbe, Bergisch Gladbach 1994, 1996, ISBN 3-404-61381-3
- Politiker. Vom richtigen und vom falschen Handeln. Lübbe, Bergisch Gladbach 1996, 1998, ISBN 3-404-60458-X
- Die historiographischen Grundlagen der Methodik des Geschichtsunterrichtes an den höheren Schulen in Preußen und anderen deutschen Ländern seit der Jahrhundertwende. Diss. Universität Bonn 1956